# Sammisoq
Sammisoq är en ö i Grönland (Kungariket Danmark).   Den ligger i kommunen Kujalleq, i den södra delen av Grönland. Arean är 673 kvadratkilometer.
Terrängen på Sammisoq är lite bergig. Öns högsta punkt är 1 533 meter över havet. Den sträcker sig 29,7 kilometer i nord-sydlig riktning, och 56,1 kilometer i öst-västlig riktning.